# Brassicogethes aeneus
Espèce
Brassicogethes aeneus, anciennement Meligethes aeneus, le méligèthe du colza, est une espèce d'insectes coléoptères ravageurs du colza et autres brassicacées.

## Identification

M. subaeneus
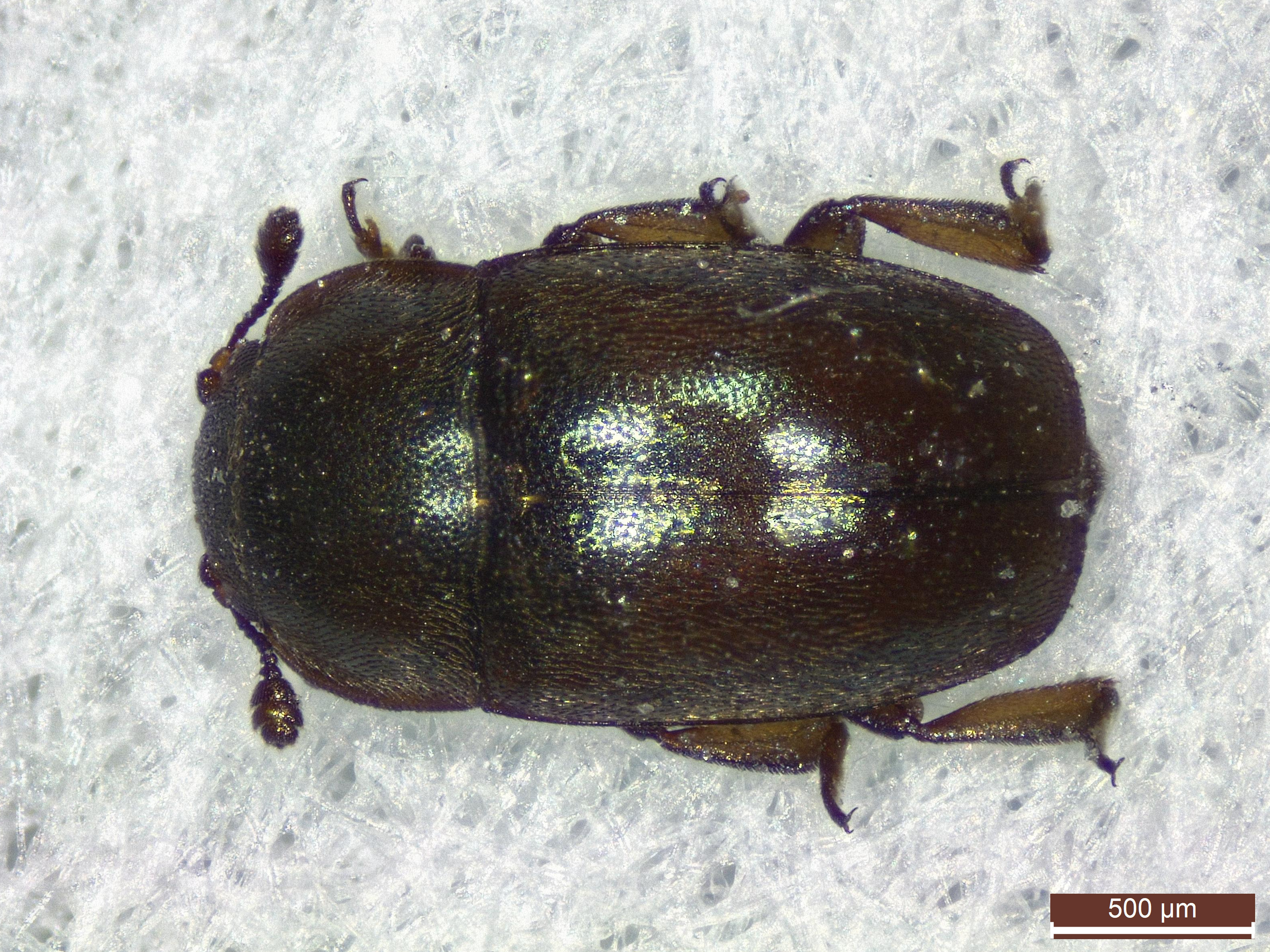
Dos.
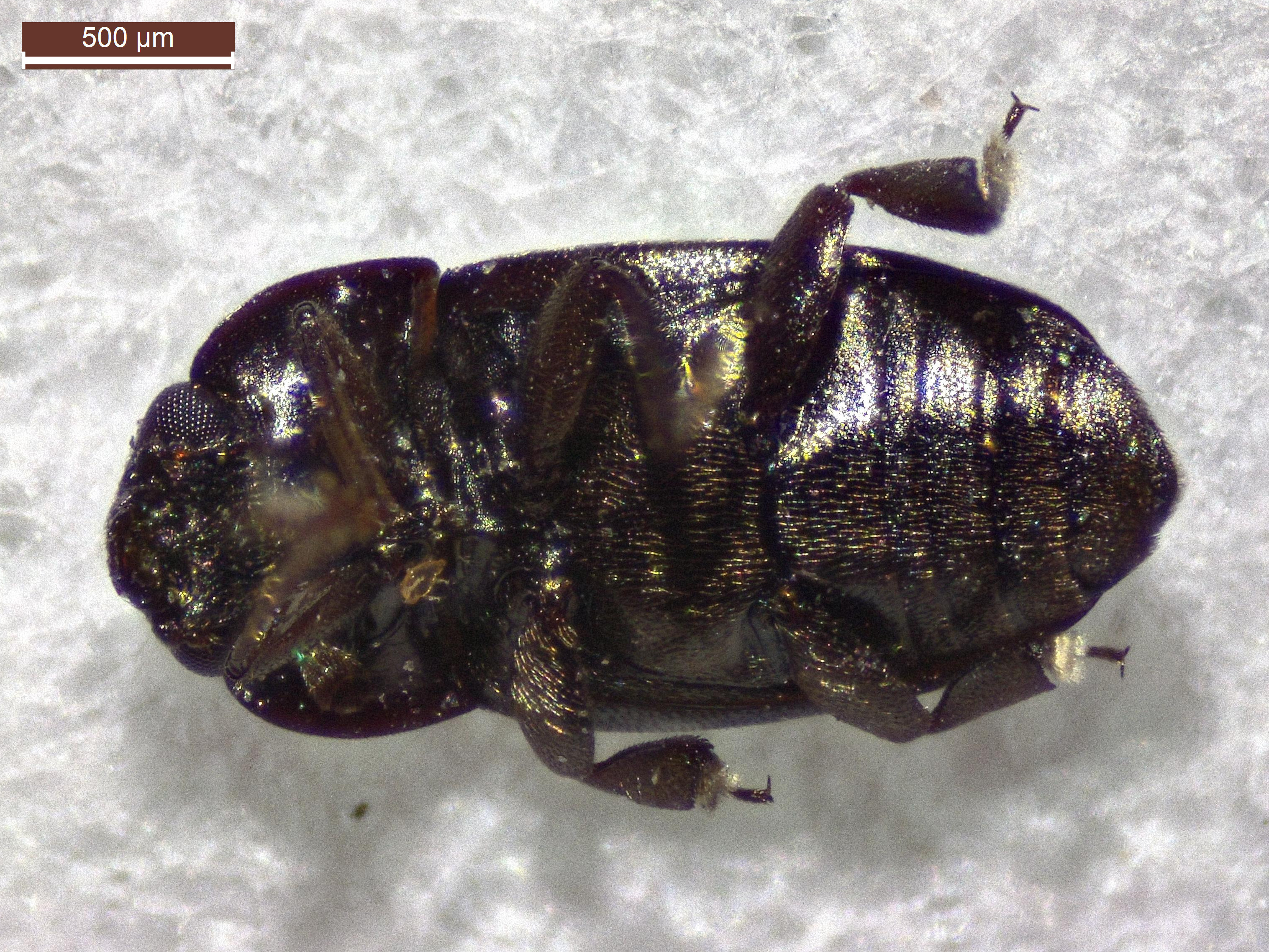
Face ventrale.

M. aeneus ressemble étroitement à d'autres petits coléoptères du même genre et l'identification précise est délicate. Audisio et al. (2001) parlent d'un grand "groupe paléarctique Meligethes aeneus" (Palaearctic Meligethes aeneus-group) incluant, ente autres, le "complexe Meligethes coracinus" (Meligethes coracinus complex) 
composé de M. coracinus, M. subaeneus, M. fulvipes, M. longulus, M. explanatus et M. matronalis. Toutes les espèces de ce complexe sont associées à diverses plantes de la famille des Brassicacées ; elles ont toutes un corps brun foncé à brun rouge avec des reflets plus ou moins métallisés, des pattes et des antennes de couleur brun jaune à brun ; aucune n'a de protubérance sur le bord antérieur du fémur antérieur, et le fémur de leur paire de pattes centrale n'a pas de "dent" sur son bord postérieur. Toutes ces espèces, sauf M. fulvipes et M. explanatus, ont un appareil génital similaire.
Du point de vue morphologique, M. subaeneus diffère de M. matronalis par sa surface dorsale moins brillante avec des ponctuations moins rugueuses, et un édéage moins allongé.

## Cycle de vie
Les adultes, qui hibernent dans des litières de feuille, commencent à émerger de leur diapause au début du printemps lorsque la température atteint 10 ° C. Les femelles deviennent matures à cet instant du cycle. Les adultes se nourrissent alors de pollens de plantes très diverses réparties dans plusieurs familles.
Ils se mettent en quête de leur plante hôte, principalement le colza, lorsque la température atteint 15 ° C. À ce stade, ils peuvent parcourir 200 à 300 m en 2 heures et jusqu'à 12 000 m en 2 jours. Une fois sur leur plante hôte, ils continuent à se nourrir de pollen et les femelles creusent de petits trous dans les plus gros bourgeons (2 à 3 mm) pour y déposer leurs œufs - entre 100 et 200 œufs au cours de leur vie.
Après éclosion des œufs, la larve, au premier stage larvaire, se nourrit du bourgeon dans lequel elle est née. Elle passe ensuite au second stade larvaire, pendant lequel elle se nourrit sur les fleurs les plus proches. Deux semaines sont nécessaires pour le développement de ces deux premiers stades larvaires. Puis elles tombent au sol, s'enfouissent dans les premiers centimètres du sol et se transforment en nymphes. Elles passent ainsi plusieurs semaines dans le sol.
La nouvelle génération d'adultes émerge avant la récolte du colza, vers la mi-juin en France. Ces individus se dispersent et peuvent alors parcourir de 1 000 à 3 000 m en une journée. Ils se nourrissent sur le pollen d'un éventail plus large d'espèces de plantes, accumulant les réserves de graisse nécessaires pour l'hibernation.

## Écologie
Ils peuvent servir de pollinisateurs (certains méligèthes sont les principaux pollinisateurs pour certaines espèces de plantes),.

### Ennemis

#### Prédateurs
On trouve parmi leurs rangs des carabes, des staphylins et des nématodes (, Nielsen & Philipsen, 2005). Collectivement, ils peuvent avoir un impact très important notamment sur les nymphes en avril-mai bien que certains d'entre eux comme les carabes soient alors moins présents. Le staphylin Tachyporus hypnorum montre une nette préférence des larves de M. aeneus sur celles de Dasineura brassicae, autre ravageur du colza.
Les carabes Poecilus cupreus, Amara ovata (en) et Harpalus distinguendus (en) consomment les larves de M. aeneus en plus grand nombre avec une augmentation de la température de 3 à 5° C. Ce n'est pas le cas pour tous les carabes prédateurs de cette espèce : la quantité de larves consommées par Harpalus affinis reste stable lorsque la température augmente.

#### Entomopathogènes
Des fungi tels que Beauveria bassiana 
et Metarhizium anisopliae affectent les populations de méligèthes, 
notamment pendant l'hivernation que seuls les plus lourds méligèthes survivent ; une infestation par Beauveria bassiana diminue de moitié le nombre des survivants.

#### Parasites
De façon générale leur part est importante dans la régulation naturelle des populations de méligèthes, 
mais leur distribution géographique est inégale : dans certaines régions, plus de 90 % de larves de méligèthes sont parasitées ; dans d'autres régions, aucune ne l'est,. Les raisons de ces variations sont mal connues.
Hyménoptères
Selon Veroman et al. (2006), les larves de toutes les principales pestes du colza sont attaquées par des hyménoptères parasites, appartenant notamment aux familles Braconidae, Ichneumonidae et Pteromalidae. Plus spécifiquement pour M. aeneus, les mêmes auteurs indiquent neuf espèces parasites et considèrent que les deux les plus importants sont 
Phradis morionellus, un Ichneumonidé ; et 
Diospilus capito (nl), un Braconidé. 

Jönsson et al. (2004), de leur côté, donnent trois espèces majoritaires en Europe d'hyménoptères univoltins de la famille des ichneumonidés : 
Phradis morionellus, 
Phradis interstitialis et  
Tersilochus (en) heterocerus,.
Autres organismes
D'autres organismes parasitant M. aeneus sont : 
- Haplosporidium meligethi, un protozoaire aplosporidien[21]
- Nosema meligethi, un protozoaire microsporidien[21]

En 1995, Nosema meligethi n'est connu qu'en Finlande et en Europe de l'est, peut-être parce que les sites où il y a été collecté étaient peu ou pas sujets à des traitements par insecticides. Cette hypothèse par Hokkanen & Lipa (1995) 
est partagée par d'autres auteurs qui ont constaté la diminution des populations de Nosema meligethi en présence de pesticides,. 

La transmission de d'un méligèthe à l'autre semble se faire dans les fleurs lorsque les insectes s'y rassemblent. Les méligèthes infectés commencent à hiberner plus tôt et ils sont plus légers que ceux non infectés, ce qui diminue considérablement leur chance de survie pendant l'hiver.

## Alimentation et dégâts occasionnés
Lorsqu'ils sortent d'hibernation, les adultes recherchent des plantes à floraison précoce (par exemple les espèces de Salix ou l'Anemona nemorosa), croissant en grand nombre dans un minimum d'espace (Allium ursinum …), et dont le pollen est abondant (Ficaria verna, Taraxacum…). Ce sont les mêmes caractéristiques que l'on retrouve chez les plantes colonisées par les mêmes adultes émergeant vers la fin de l'été, par exemple les espèces de Cirsium, de Rubus, de Ranunculus, de Taraxacum, de Tilia, le Filipendula ulmaria, le Leucanthemum vulgare, le Sambucus nigra, ou des plantes ornmentales comme les lis et les roses, et les fleurs de légumes comme le chou-fleur ou le brocoli.
Les adultes sont donc associés à un nombre d'espèces de plantes beaucoup plus grand que ne le sont leurs larves. Outre le colza qui reste la plante hôte dominante (44 % des spécimens trouvés), une étude de 2016 a trouvé des M. aeneus sur Ranunculus repens (8.3 %), Rubus fruticosus (6.7 %) et Cirsium arvense (5 %), et de façon plus générale sur un éventail de plantes couvrant neuf familles. Une étude de 1978 l'a aussi trouvé sur Arctium vulgare, Matricaria matricarioides (acéracées), Stellaria holostea (caryophyllacées), Papaver rhoeas (papavéracées ), Prunus avium (rosacées) et Galium verum (rubiacées). Cependant il montre une préférence marquée pour les brassicacées et est moins commun qu'on pourrait le supposer sur les fleurs d'astéracées.

Quelques plantes hôtes à fleurs jaunes…
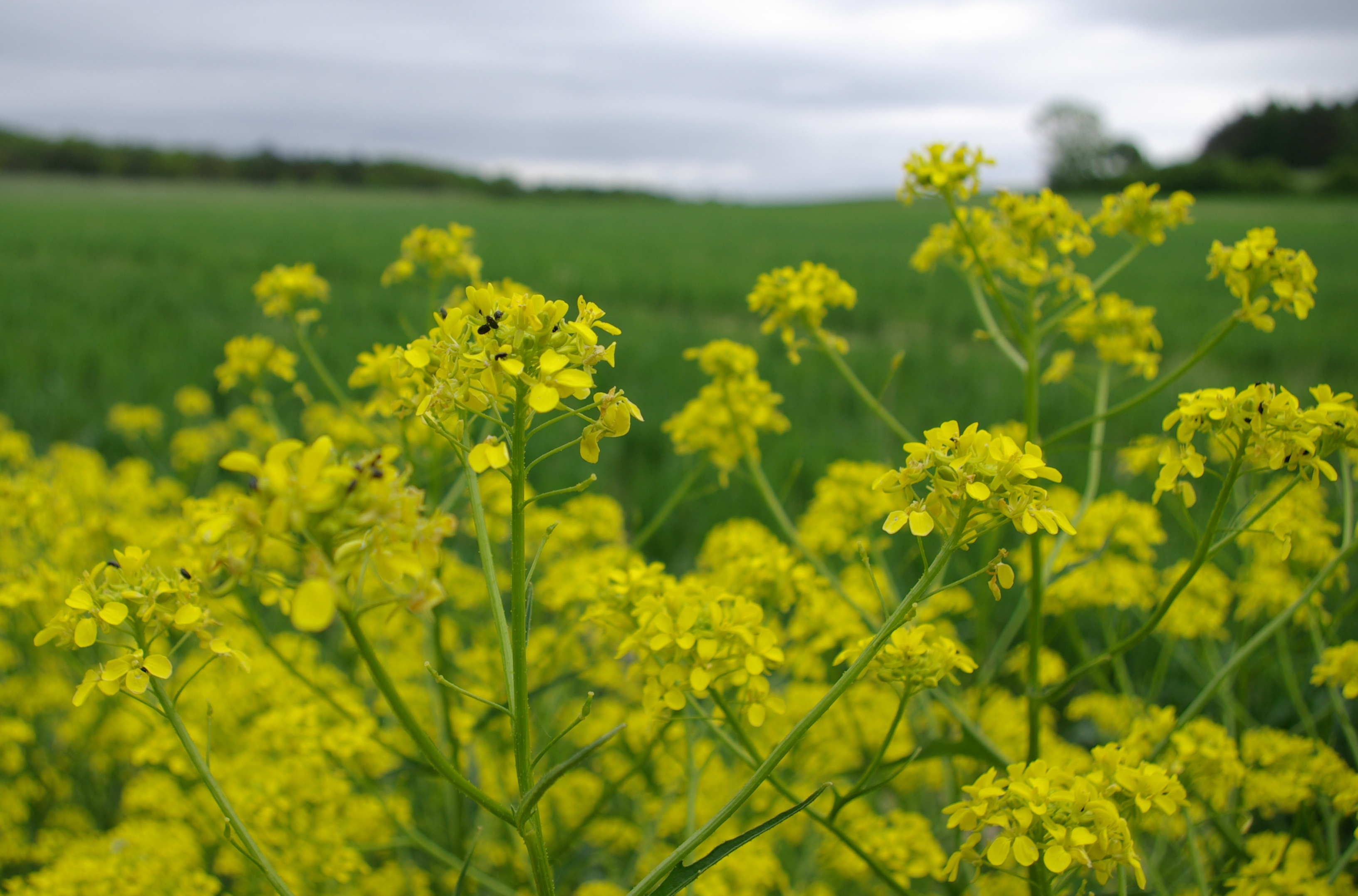
Colza (Brassica napus).
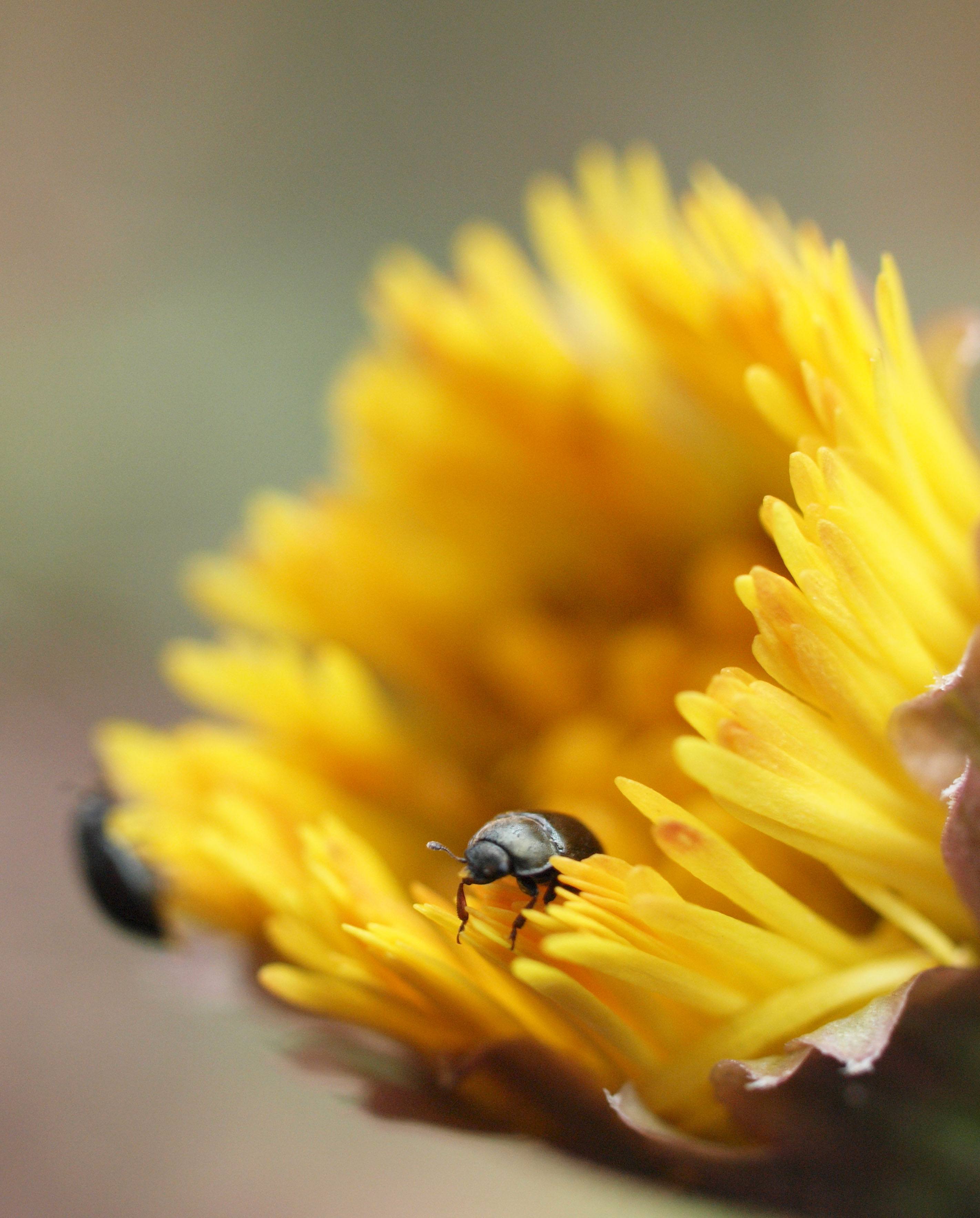
Pissenlit (Taraxacum officinale).
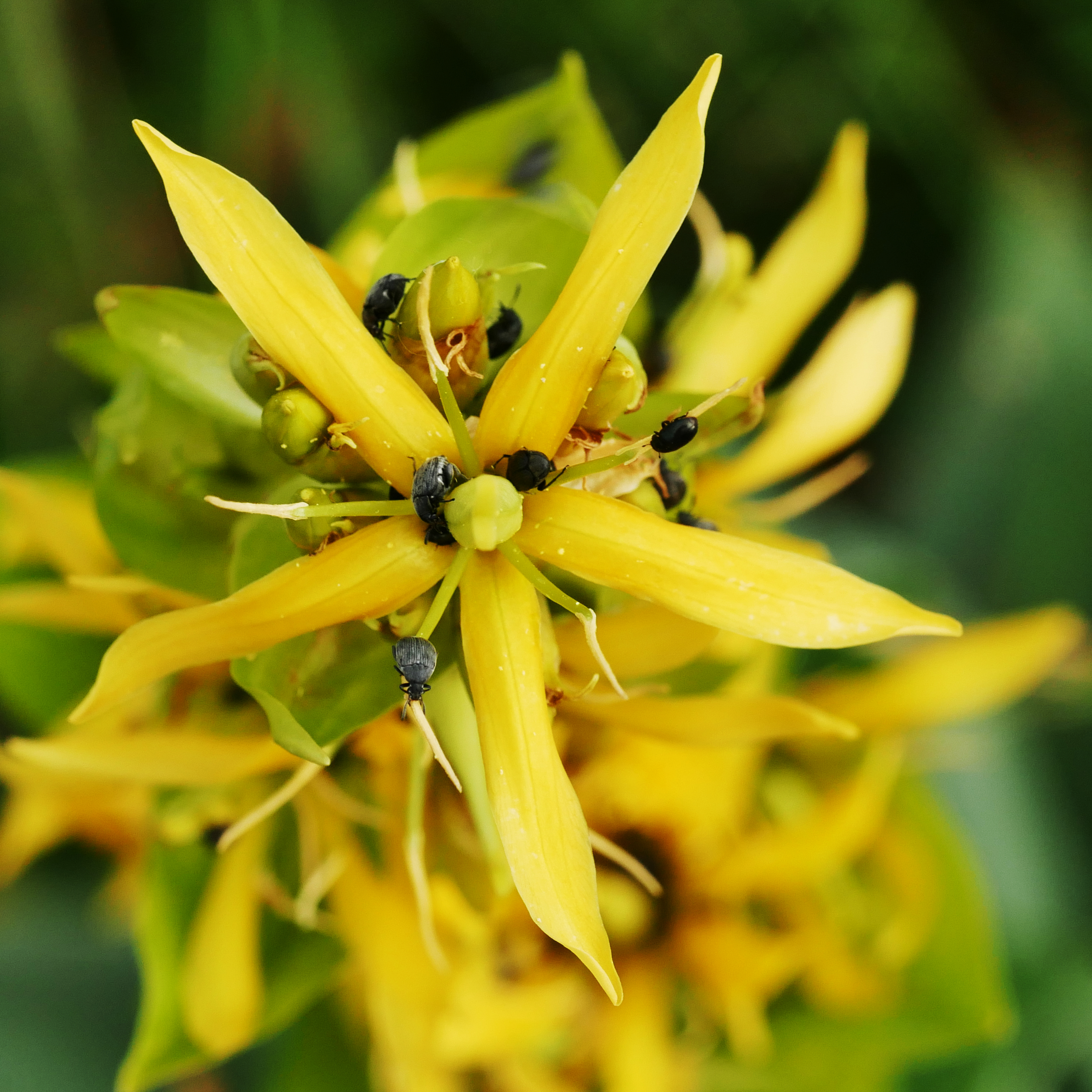
Gentiane jaune (Gentiana lutea).
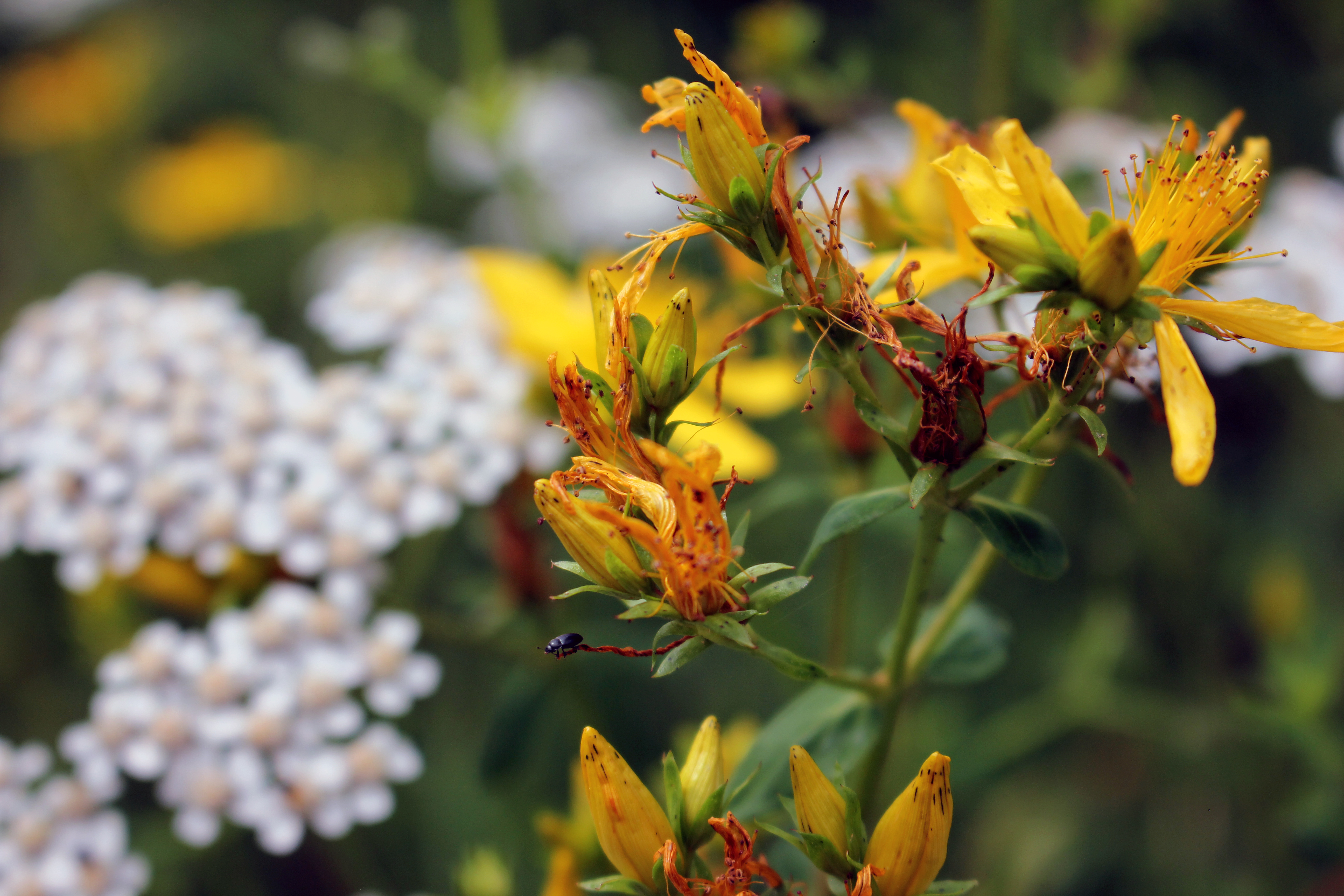
Millepertuis (Hypericum perforatum).
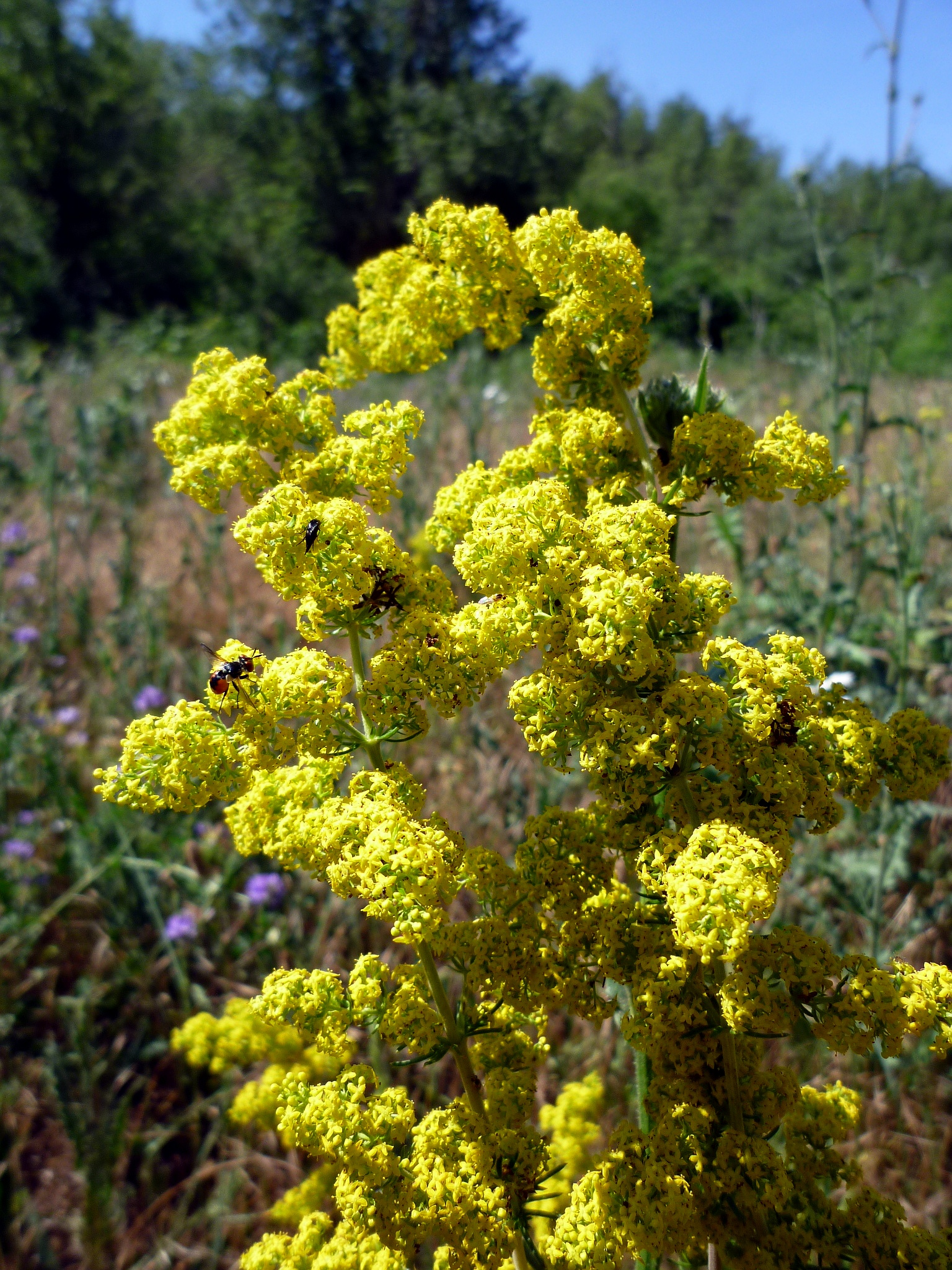
Gaillet (Galium verum).

… et d'autres couleurs
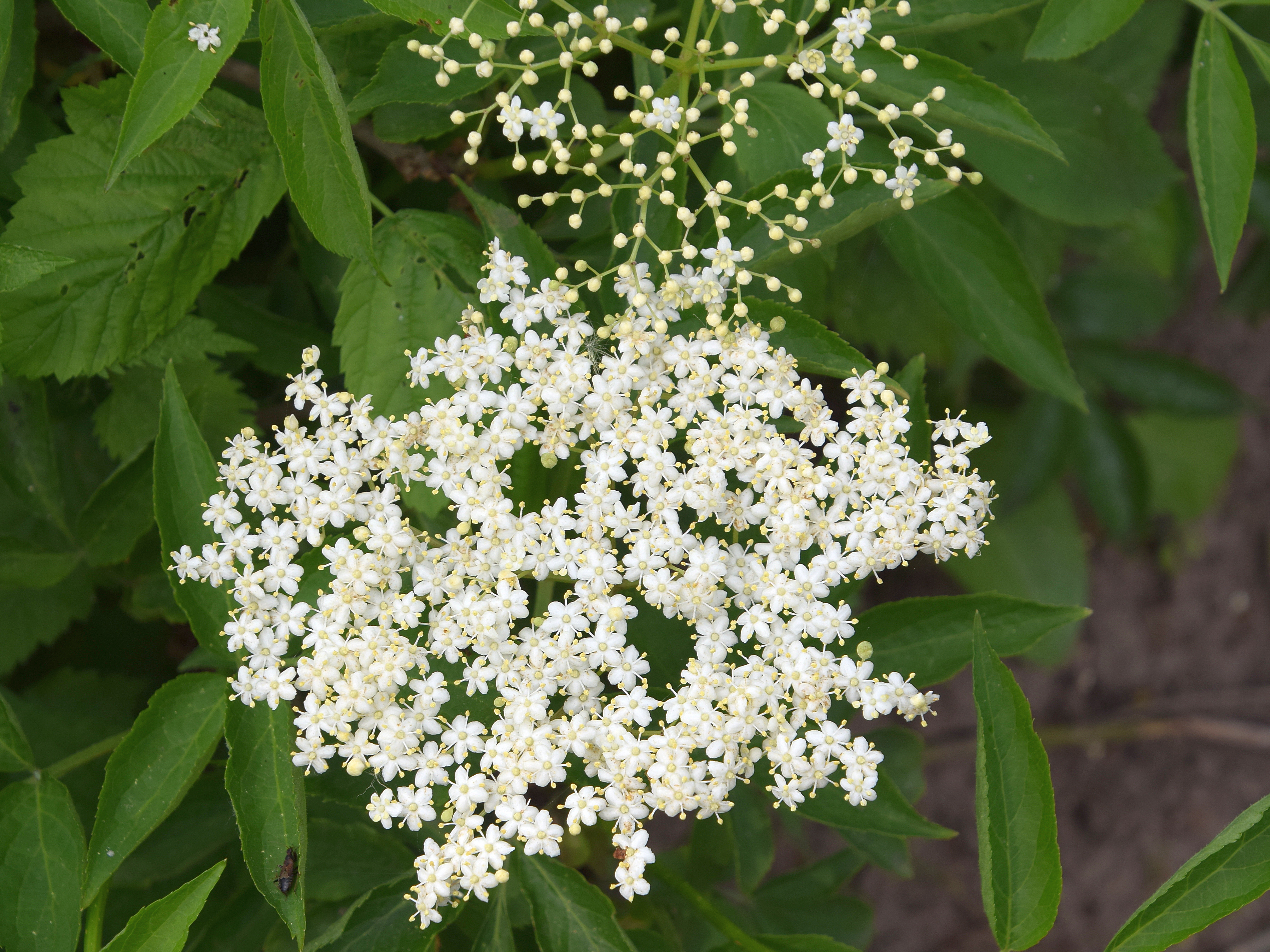
Sureau (Sambucus nigra).
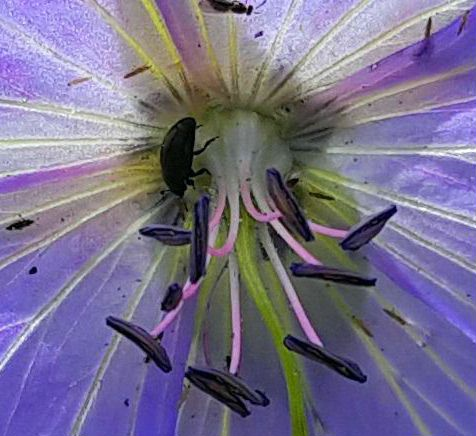
Géranium des prés (Geranium pratense)
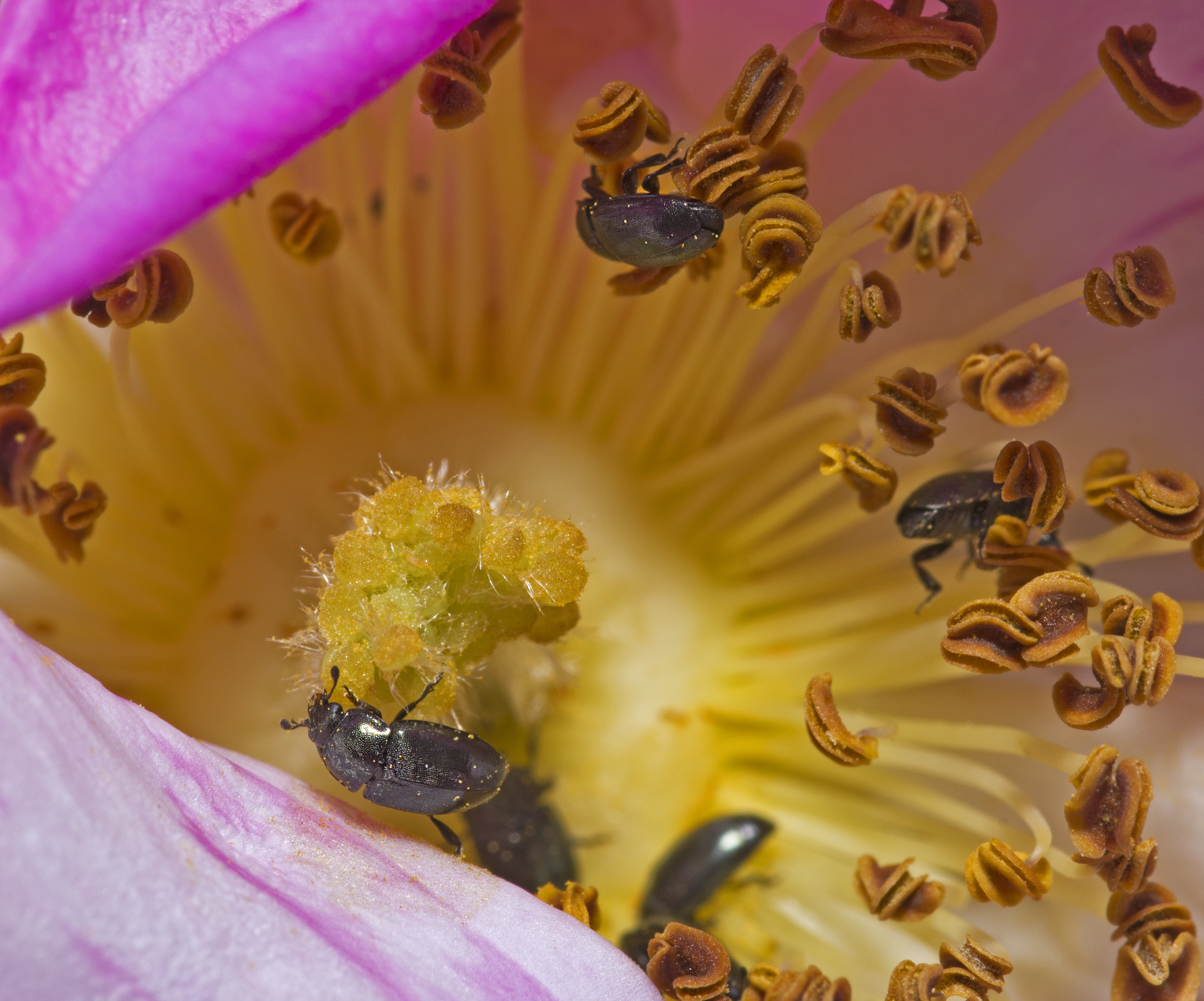
Une fleur rose.
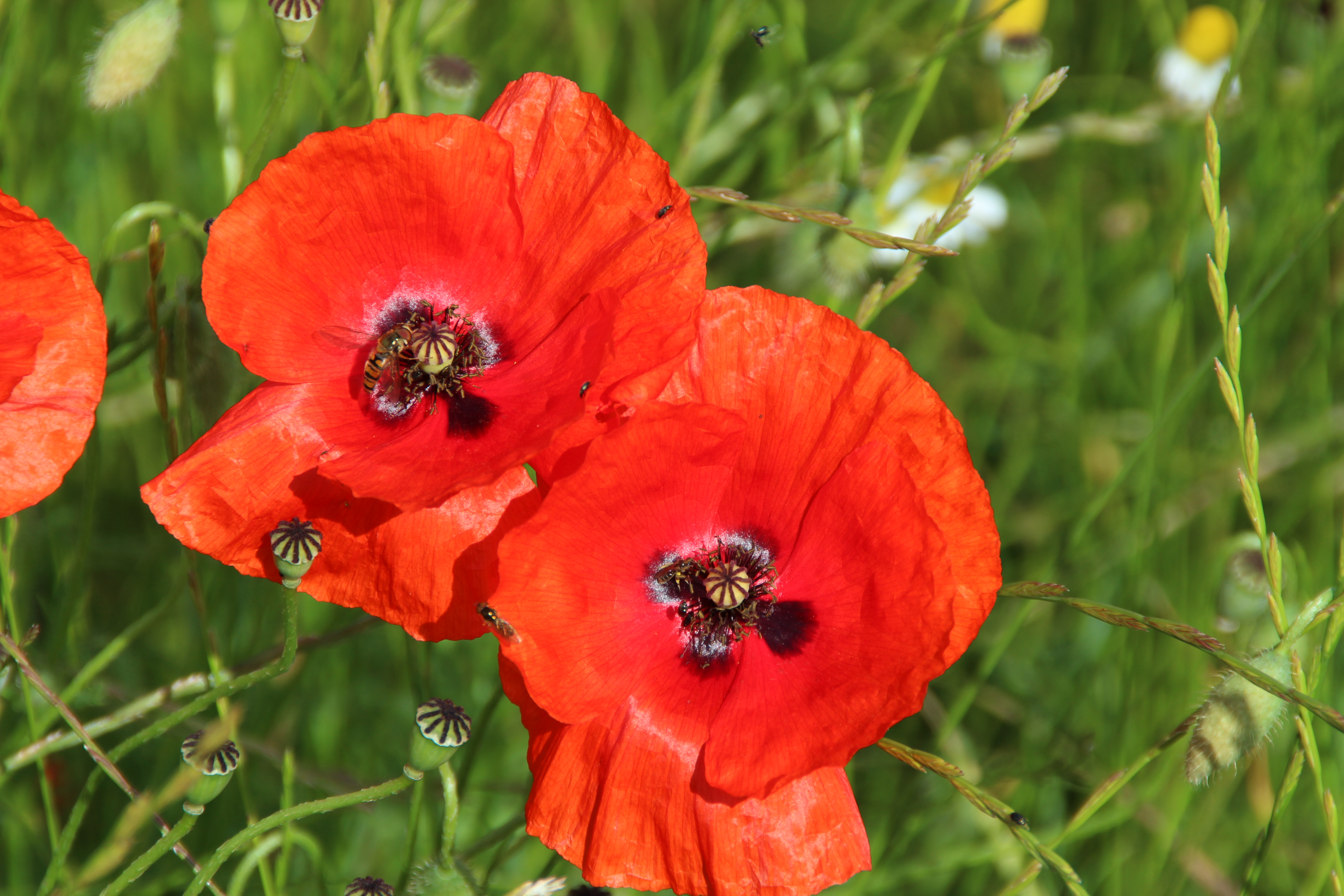
Coquelicot (Papaver rhoeas).

Des dégâts importants sur les cultures de colza
Ils se nourrissent des boutons floraux du colza et plus précisément de leur pollen. Les dégâts sont occasionnés au printemps avant l'ouverture de la première fleur (stade D à F1) : ils percent grâce à leurs mandibules le bouton qui avortera par la suite et ne donnera pas de graines. Des pertes de rendement en sont donc les conséquences. Malgré tout le colza compense assez bien les dégâts occasionnés et le seuil d'intervention est de 1 à 9 méligèthes par plante mais peut monter jusqu'à 13 individus.
Ouvrard et al. (2016) suggèrent d'étudier les sources alternatives de nourriture dans les environs des champs de colza : si les méligèthes disposaient de moins de ces ressources à leur sortie d'hibernation, leurs populations seraient moindres lorsque le colza commence à développer ses bourgeons ; Free & Williams (1978) soulignent l'importance des pissenlits (Taraxacum) à et égard. Et d'autre part, une abondance de ressources alternatives proches pendant le développement des bourgeons de colza, pourrait réduire les attaques sur ces derniers.

## Gestion agricole
Une fois les premières fleurs ouvertes, les méligèthes ne creusent plus et se nourrissent du pollen accessible et ne provoquent plus de dégâts affectant le rendement.
Il est facile pour les exploitants agricoles de raisonner les traitements insecticides grâce à des comptages dans des bassines jaunes (couleur attirant les insectes) et des comptages sur plants.
Pour une agriculture conventionnelle, le protocole peut paraître simple, en revanche la lutte biologique semble à court de techniques.
Cultures intercalées en bandes
L'équipement utilisé pour l'agriculture conventionnelle peut être utilisé pour des cultures organisées en rangées alternant entre deux espèces. Le bénéfice est notable même avec de larges rangs, qui voient une augmentation relativement importante des populations de prédateurs des pestes. Ainsi, dans des bandes alternantes larges de (27 m à 36 m de blé d'hiver et de colza, les populations de larves de M. aeneus sont réduites de 20% et les populations de puceron du blé de 50% (en comparaison à des monocultures classiques). En parallèle, le taux de parasitisme des pucerons du blé passent de 10% en monocultures à 25% en cultures en bandes ; le nombre de M. aeneus parasités est plus élevé au centre de la bande de colza.
Cultures-pièges
Le semis de bandes de moutarde blanche (plante proche du colza et fleurissant plus tôt) pourrait être une solution passagère, les méligèthes se positionnant préférentiellement vers les fleurs ouvertes. Dans cette même optique, le mélange d'une variété de colza très précoce (ES Alicia) à hauteur de 5 à 7% dans la variété d'intérêt permet de détourner les méligèthes de la variété d'intérêt aux stades vulnérables.
Des essais en plein champ faits en Estonie en 2009 et 2010 sur le colza de printemps, la moutarde noire (Brassica nigra), la roquette (Eruca sativa) et le radis (Raphanus sativus), montrent qu'en tout début de croissance végétative le méligèthe est plus attiré par la moutarde noire et le radis que par le colza. Au stade des bourgeons et de la floraison, la moutarde noire est la plante la plus attirante des quatre et la roquette est la moins attirante. Pour ce qui concerne la ponte de l'insecte, la moutarde noire est là aussi sa plante préférée. Dans cette hiérarchie des choix, le colza reste cependant dans la plupart des cas en deuxième position et généralement proche de la moutarde noire. Par ailleurs toutes ces plantes se développent à des rythmes différents - la moutarde noire étant en général la plus précoce - ; pour une utilisation comme culture-piège, cette différence doit être prise en compte et les moments de plantation soigneusement et précisément étudiés. 

On peut noter qu'une expérience comparative de même type a été menée par Ekbom et Borg (1996) et que les résultats ont été opposés, démontrant une préférence des larves de M. aeneus pour le colza plutôt que pour la moutarde noire ; mais selon  Veromann et al. (2012) ces essais ont été réalisés en laboratoire en non en plein champ. 

De même, Ulber (2007) a trouvé que la ponte de l'insecte sur Brassica napus, B. campestris et B. juncea (moutarde brune) était plus importante que sur B. nigra, Sinapis alba (moutarde blanche) et Crambe abyssinica (en) ; mais le comptage des larves a été effectué à des périodes différentes selon les plantes, ce qui fausse les résultats.
Poudre de roche
D'après les essais à grande échelle menés par le FIBL (Suisse) en 2011 et 2012, l'utilisation sur bourgeons floraux de klinoptilolith (poudre de roche) avec un agent mouillant (huile de pin) semble être une alternative rentable dans le cas où aucun autre facteur limitant ne prétérite le rendement du colza (azote, second ravageur, etc.).

## Synonyme
- Meligethes aeneus Fabricius, 1775